# Стольберг Фелікс Володимирович
Стольберг Фелікс Володимирович (нар. 2 листопада 1938, Харків — 9 квітня 2020) — український вчений, фахівець у галузі фітотехнології, дійсний член Української академії екологічних наук (1993), лауреат Державної премії в галузі науки і техніки (1995), доктор технічних наук (1988), завідувач лабораторії інженерної екології водних об'єктів Українського центру екологічних проблем (1961–1992 рр.), завідувач кафедри інженерної екології міст Харківського національного університету міського господарства імені О. М. Бекетова (з 1992 р.), експерт ООН з водних ресурсів — проєкт UNEP — GIWA (2001–2004 рр.), національний експерт України по Чорному морю — проєкт BSERP/GEF (2003), експерт TACIS (2004–2006 рр.), член Наукової Ради МОН (2013–2016 рр.), член науково-методичної комісії МОН (2012–2015 рр.).

## Біографія
Народився Фелікс Володимирович 2 листопада 1938 року в місті Харкові, Україна. Батько, Стольберг Володимир Павлович (1911 р. н.) — інженер-будівельник, начальник будівельного управління (Донбас, м. Харків); мати, Палей Марія Наумівна (1910 р. н.) — інженер-будівельник проєктного інституту будівельного профілю. Фелікс Володимирович навчався в школі № 36 м. Харкова.
1955–1960 рр. — закінчив Харківський інженерно-будівельний інститут, отримавши кваліфікацію інженера-будівельника.
У 1960–1961 роках працював виконавцем робіт, начальником дільниці в житловому будівництві у м. Акмолінську.
У 1961–1992 роках — на посадах молодшого, старшого наукового співробітника, завідувача лабораторії інженерної екології водних об'єктів в Українському науково-дослідному інституті екологічних проблем;
1967 р. — захистив дисертацію за темою «Теоретичні та експериментальні дослідження напруженого стану підводного масиву будівель ГЕС з горизонтальним розташуванням агрегатів» та здобув науковий ступінь кандидата технічних наук;
1980–2016 рр. — розроблена та втілюється в Україні та за кордоном нова маловитратна фітотехнологія очищення стічних вод та екологічного відновлення малих річок «Біоплато»;
1988 р. — захистив дисертацію за темою «Управління якістю води у штучних водотоках і водогонах» та здобув науковий ступінь доктора технічних наук;
1990–2016 рр. — виступає науковим координатором або керівником українських розділів понад двох десятків міжнародних проєктів за програмами Євросоюзу;
1992 р. — почав працювати завідувачем кафедри інженерної екології міст в Харківському інституті інженерів міського господарства (зараз — Харківський національний університет міського господарства імені О. М. Бекетова), де працює і сьогодні;
1993 р. — дійсний член Української академії екологічних наук;
1995 р. — за цикл праць з управління якістю води у водних об'єктах присуджена Державна премія України в галузі науки і техніки;
1998 р. — нагороджений дипломом «Відмінник освіти України»;
2001–2004 рр. — експерт ООН по водних ресурсах — проєкт UNEP-GIWA;
2003 р. — національний експерт України по Чорному морю — проєкт BSERP/GEF;
2004–2006 рр. — експерт TACIS — проєкт BSIF;
2013–2016 рр. — член Наукової Ради МОН за напрямом 9 «Екологія і охорона навколишнього середовища»;
2013 р. — голова групи-керівник розробки двох галузевих стандартів спеціальності «Екологічна безпека» та двох галузевих стандартів із засобів діагностики якості вищої освіти для освітньо-кваліфікаційних рівнів магістра та спеціаліста;
2014–2015 рр. — виконано проєкт МОН України щодо альтернативних джерел енергії;
2015–2016 рр. — працює над проєктом МОН України, присвяченим вивченню фізичних впливів на екосистему міст.
2018–2020 рр. — проєкт МОН України щодо використання джерельних вод для організації резервного водокористування у надзвичайних ситуаціях.

## Наукова діяльність
Наукові інтереси Фелікса Володимировича належать до інженерної екології. В цій галузі ним виконано 24 проєкти. Спільно з колегами із Німеччини, Нідерландів, Фінляндії, Швеції та Естонії розробив новий тип очисних споруд для малих населених пунктів, невеликих підприємств, окремих котеджів, що розміщені у сільській місцевості, який базується на використанні екосистемних механізмів природних водних об'єктів. Основна ідея запропонованої технології, яка в Україні отримала назву «Біоплато», полягає у фільтрації стічних вод через зарості вищої водної рослинності: різноманітні домішки, зокрема азот і фосфор, якими багаті стічні води населених міст і поверхневий стік сельбищної території, виступають поживними речовинами для вищих водних рослин (макрофітів) — очерету, рогозу, аїру та ін. Крім того, в екосистемах «Біоплато» проходять процеси деструкції органічних речовин, фенолів та ін. Головна перевага цієї технології — низька вартість, відсутність потреби в електроенергії, відсутність необхідності хлорувати очищену воду перед її скидом до водного об'єкта, простота будівництва і майже повна відсутність необхідності утримання експлуатаційного персоналу.
Фелікс Володимирович також досліджував вплив сучасних будівельних та оздоблювальних матеріалів на стан житлових будинків та офісних приміщень.
Також в останні роки (2014–2016 рр.) було виконано проєкти МОН України з вивчення альтернативних джерел енергії, фізичного впливу на екосистему міст тощо.

## Педагогічна діяльність
Фелікс Володимирович Стольберг створив першу в Україні кафедру інженерної екології міст, яка із 1990 року розпочала підготовку екологів, спрямованих на вивчення проблем екології міст та зорієнтованих на вирішення практичних екологічних завдань народного господарства. Кафедра отримала широке визнання серед технічних університетів України, які проводять навчання бакалаврів та магістрів за спеціальністю «Екологія і охорона навколишнього середовища» та магістрів за спеціальністю «Екологічна безпека».
Фелікс Володимирович підготував 14 кандидатів наук, проводить підготовку 2-х здобувачів вченого звання доктора наук. Його учні успішно працюють в університетах, установах, приватних фірмах та на підприємствах України та інших країн. Також працюють в екологічних службах територіальних органів Міністерства охорони навколишнього середовища та регіональних адміністраціях.
У 2013 році Фелікс Володимирович Стольберг очолив групу з розробки двох галузевих стандартів за спеціальністю «Екологічна безпека» для освітньо-кваліфікаційних рівнів магістра та спеціаліста, двох галузевих стандартів по засобах діагностики вищої освіти за спеціальністю «Екологічна безпека» для освітньо-кваліфікаційних рівнів магістра та спеціаліста. За сумлінну працю Фелікс Володимирович нагороджений багатьма почесними грамотами, дипломом «Відмінник освіти України» (1998 р.)

## Міжнародна діяльність
У рамках проєкту ООН (UNEP) із глобальної оцінки міжнародних вод — GIWA (2001–2004 рр.) здійснено широкомасштабну комплексну оцінку міжнародних вод у різних регіонах планети. Завдяки Феліксу Володимировичу кафедра інженерної екології міст була визначена як координатор проєкту для Чорного, Каспійського та Аральського морів. Досліджено основні проблеми транскордонних вод, їх екологічні та соціально-економічні проблеми. Визначено прогалини в знаннях, які перешкоджають сталому управлінню міжнародними водами.
З 1990 по 2016 рр. Ф. В. Стольберг як науковий координатор або керівник українських розділів проєктів виконав понад двох десятків міжнародних проєктів за програмами Європейського Союзу: INCO-COPERNICUS, TEMPUS-TACIS, США — програми IREX, Австрії — програми IMPULCE, Фінляндії — Baltic Sea Program. Він також був експертом України по Чорному морю у проєкті BSERP/GEF, експертом TACIS — проєкт BSIF.
Вагомий внесок у розвиток кафедри здійснив Фелікс Володимирович, беручи участь у реалізації міжнародних освітніх проєктів за програмою ЄС TEMPUS: «Економіка природокористування», «Довкілля та енергетика», «Вища освіта та ринок праці в екології та охороні довкілля», «Впровадження моделей екологічно сталого бізнесу в Україні». Результатом цих проєктів стали: розробка міжнародних навчальних планів; підготовка та видання міжнародних підручників та навчальних посібників українською, російською, англійською мовами; створення консультативного центру «Екоосвіта»; оснащення сучасним обладнанням комп'ютерних класів та лабораторій; закордонне стажування викладачів кафедри, співробітників та студентів.

## Дозвілля
Фелікс Володимирович Стольберг має цікаве хобі — зі студентських років колекціонує моделі автомобілів. Його колекція налічує майже чотири сотні точних мініатюрних копій реального автомобіля в масштабі.
Також серед захоплень Фелікса Володимировича — відпочинок на дачі та автотуризм.

## Публікації
Фелікс Володимирович — автор та співавтор понад 110 наукових праць, а саме:
- 2 підручників
- 9 навчальних посібників
- 12 конспектів лекцій та методичних вказівок
- 7 монографій
- понад 70 наукових статей і тез доповідей
- 13 винаходів.

Підручники та навчальні посібники Фелікса Володимировича знайшли своє широке застосування у вищих навчальних закладах України.
Індекс цитування за шкалою Research Gate — 10,51; індекс Гирша за шкалою SCOPUS, Web of Science — 2,0.